# Anthony et Joe Russo
Pour les articles homonymes, voir Russo.
Anthony et Joe Russo sont deux frères réalisateurs et scénaristes américains.
Comptant parmi les principaux réalisateurs des films de l'univers cinématographique Marvel, ils ont réalisé Captain America : Le Soldat de l'hiver (2014) et Captain America: Civil War (2016), les deux suites du film Captain America: First Avenger, sorti en 2011.
Par la suite, ils succèdent à Joss Whedon en mettant en scène Avengers: Infinity War (2018) et Avengers: Endgame (2019). Ces films sont des succès en salles, arrivant à la quatrième et deuxième place du box-office mondial juste derrière Avatar de James Cameron, qui a vu son film repasser à la première place après un retour dans les salles obscures de Chine en 2021.

## Biographie
Anthony (né le 3 février 1970) et Joe Russo (né le 18 juillet 1971) sont les fils de Patricia Gallupoli et de l'avocat et juge Basil Russo (en) (ils n’ont aucun lien de parenté avec l’Actrice et Productrice de cinéma : Rene Russo). Ils grandissent dans un quartier ouvrier italien de Cleveland. Ils sont les frères d'Angela Otstot, vice-présidente principale de films chez AGBO Films, et de Gabriella Rosalina, associée du cabinet d'avocats Russo, Rosalina & Co.
Avant de suivre une formation artistique, ils écrivent, réalisent et produisent la comédie Pieces. En 1997, le film est présenté au Slamdance Film Festival de Park City et à l'American Film Institute Festival de Los Angeles. Joe Russo obtient même le prix du meilleur acteur de l'American Film Institute.
Au festival Slamdance, Steven Soderbergh découvre leur travail et propose de produire avec sa société Section Eight leur film suivant. Bienvenue à Collinwood sort donc en 2001. On retrouve dans cette comédie William H. Macy, Sam Rockwell et George Clooney.
En 2006, ils dirigent une nouvelle comédie, Toi et moi... et Dupree, avec Owen Wilson, Matt Dillon, Kate Hudson et Michael Douglas au casting. Malgré un accueil critique assez froid, le succès au box-office international est au rendez-vous.
Parallèlement à leur carrière cinématographique, ils réalisent et produisent plusieurs épisodes de séries télévisées comme LAX, What About Brian, Happy Endings, Community et Animal Practice.
En 2012, ils sont choisis par Marvel Studios pour mettre en scène Captain America : Le Soldat de l'hiver,, 9e film de l'univers cinématographique Marvel débuté en 2008 avec Iron Man.
Cette suite à Captain America: First Avenger (2011) sort en 2014 et récolte globalement de bonnes critiques, à l'instar de ses 89 % d'opinions favorables sur l'agrégateur Rotten Tomatoes, et engendre plus de 714 000 000 $ de recettes mondiales.
Forts de ce succès, ils mettent en scène le troisième volet des aventures de Captain America, Captain America: Civil War, sorti en 2016.
Marvel Studios confie aux deux frères les manettes de deux autres films Avengers. Le premier, intitulé Avengers: Infinity War, sort en avril 2018. Le second film, Avengers: Endgame, est sorti quant à lui en avril 2019 et bat ainsi le record au box-office du film Avatar en devenant le premier film le plus vu de tous les temps,,.
Après quatre films pour Marvel Studios, ils réalisent un film au budget plus modeste, Cherry, sorti en 2021 principalement sur Apple TV+. Ils y retrouvent malgré tout un acteur de l'univers cinématographique Marvel, Tom Holland. Cherry reçoit des critiques plutôt négatives, même si la plupart louent la performance de Tom Holland.
Ils collaborent ensuite avec Netflix pour le thriller d'action The Gray Man, sorti en 2022. Il s'agit alors du film le plus cher produit pour la plateforme. Ils y dirigent notamment Ryan Gosling, Chris Evans, Ana de Armas et Billy Bob Thornton.
Le 28 juillet 2024, ils sont officiellement annoncés comme réalisateurs des 5e et 6e films sur les Avengers (Avengers: Doomsday et Avengers: Secret Wars) lors de la SDCC.

## Filmographie
Sauf indication contraire, les informations mentionnées dans cette section peuvent être confirmées par la base de données cinématographiques IMDb,  présente dans la section « Liens externes ».
N.B. : ils n'ont pas toujours réalisé tous les épisodes de séries télévisées à 2.

### Réalisateurs

#### Cinéma
- 1997 : Pieces (également monteurs)
- 2002 : Bienvenue à Collinwood (Welcome to Collinwood)
- 2006 : Toi et moi... et Dupree (You, Me and Dupree)
- 2014 : Captain America : Le Soldat de l'hiver (Captain America: The Winter Soldier)
- 2016 : Captain America: Civil War
- 2018 : Avengers: Infinity War
- 2019 : Avengers: Endgame
- 2021 : Cherry
- 2022 : The Gray Man
- 2025 : The Electric State
- 2026 : Avengers: Doomsday
- 2027 : Avengers: Secret Wars

#### Télévision
- 2003 : Lucky - Saison 1, épisode 2 (coréalisé avec Peter Lauer)
- 2003-2004 : Arrested Development - Saison 1, épisodes 1, 3, 7, 10, 12, 14, 18
- 2004 : LAX - Saison 1, épisodes 1, 2 et 6
- 2005 : Arrested Development - Saison 2, épisodes 12, 13 et 16
- 2006 : What About Brian - Saison 1, épisode 1
- 2007-2008 : Carpoolers - Saison 1, épisodes 1, 2, 3, 4, 5, 6, 7, 9
- 2008 : Courtroom K (téléfilm)
- 2009-2011 : Community - Saison 1, épisodes 1, 2, 5, 6, 9, 13, 15, 25 / saison 2, épisodes 1, 2, 8, 14, 16, 20, 23, 24 / saison 3, épisode 6 (seulement Joe)
- 2010 : Running Wilde - Saison 2, épisode 1
- 2011-2012 : Happy Endings - Saison 1, épisodes 1, 10 / Saison 2, épisodes 3, 13
- 2011-2012 : Up All Night - Saison 1, épisodes 1, 3 et 15 (seulement Joe)
- 2012 : Animal Practice - Saison 1, épisode 1
- 2015 : Agent Carter - Saison 1, épisode 2 (seulement Joe)
- 2020 : Le cauchemar d'une fille au pair (The Au Pair Nightmare) (téléfilm)
- Depuis 2023 : Citadel

#### Courts-métrages
- 2001 : The Kiss
- 2008 : Carfuckers

### Scénaristes
- 1997 : Pieces
- 2001 : The Kiss (court-métrage)
- 2002 : Bienvenue à Collinwood (Welcome to Collinwood)
- 2008 : Square One (court-métrage) de Kurt DeVries (seulement Anthony)
- 2020 : Tyler Rake (Extraction) de Sam Hargrave (seulement Joe)
- 2022 : The Gray Man (seulement Joe)
- 2023 : Tyler Rake 2 (Extraction 2) de Sam Hargrave (seulement Joe)

### Producteurs

#### Cinéma
- 1997 : Pieces
- 2001 : The Kiss (court-métrage)
- 2006 : No. 6 (court-métrage) de Robin Larsen
- 2007 : Crashing de Gary Walkow
- 2009 : Donkey Punch (court-métrage) de Kenneth Hughes (seulement Anthony)
- 2012 : 12 Angry Bros (court-métrage) de Mike Litzenberg et Bridge Stuart
- 2012 : Leader of the Pack (court-métrage) d'Ari Costa
- 2019 : Manhattan Lockdown (21 Bridges) de Brian Kirk
- 2019 : Mosul de Matthew Michael Carnahan
- 2020 : Tyler Rake (Extraction) de Sam Hargrave
- 2021 : Cherry
- 2022 : The Gray Man
- 2022 : Everything Everywhere All at Once de Dan Kwan et Daniel Scheinert
- 2023 : Tyler Rake 2 (Extraction 2) de Sam Hargrave
- 2024 : The Electric State
- 2025 : La Légende d'Ochi (The Legend of Ochi) d'Isaiah Saxon

#### Télévision
- 2004-2005 : LAX (coproducteurs exécutifs)
- 2006 : What About Brian
- 2006 : Secrets of a Small Town
- 2007 : Carpoolers - Saison 1, épisode 6
- 2009-2015 : Community
- 2011-2013 : Happy Endings
- 2012 : Animal Practice
- 2022 : From
- 2024 : Citadel Honey Bunny

### Acteurs
N.B. : seulement Joe hormis Les Simpson
- 2005 : Arrested Development (série télévisée) - 1 épisode : Joe
- 2006 : Toi et moi... et Dupree (You, Me and Dupree) : un manager (caméo, crédité sous le nom de Gozie Agbo)
- 2014 : Captain America : Le Soldat de l'hiver (Captain America: The Winter Soldier) : Dr Fine (caméo, crédité sous le nom de Gozie Agbo)
- 2016 : Captain America: Civil War : Dr Broussard (caméo, crédité sous le nom de Gozie Agbo)
- 2019 : Avengers: Endgame : un homme au groupe de parole (caméo, crédité sous le nom de Gozie Agbo)
- 2020 : Les Simpson (The Simpsons) - épisode Bart le méchant : les producteurs (voix)
- 2021 : Cherry : le propriétaire du restaurant (caméo, crédité sous le nom de Gozie Agbo)

### Tableau récapitulatif
| Année | Films                                          | Profession(s) | Profession(s) | Profession(s) | Profession(s) |
| Année | Films                                          | Réalisateurs  | Scénaristes   | Producteurs   | Autre         |
| ----- | ---------------------------------------------- | ------------- | ------------- | ------------- | ------------- |
| 1997  | Pieces                                         | ✔️            | ✔️            | ✔️            | Monteurs      |
| 2001  | The kiss (court-métrage)                       | ✔️            | ✔️            | ✔️            |               |
| 2002  | Bienvenue à Collinwood                         | ✔️            | ✔️            |               |               |
| 2006  | Toi et moi... et Dupree                        | ✔️            |               |               |               |
| 2006  | No. 6 (court-métrage)                          |               |               | ✔️            |               |
| 2007  | Crashing de Gary Walkom                        |               |               | ✔️            |               |
| 2008  | Square One (court-métrage)                     |               | ✔️            |               |               |
| 2008  | Carfuckers (court-métrage)                     | ✔️            |               | ✔️            |               |
| 2009  | Donkey Punch (court-métrage) de Kenneth Hugues |               |               | ✔️            |               |
| 2012  | 12 Angry Bros (court-métrage)                  |               |               | ✔️            |               |
| 2012  | Leader of the Pack (court-métrage) d'Ari Costa |               |               | ✔️            |               |
| 2014  | Captain America : Le Soldat de l'hiver         | ✔️            |               |               |               |
| 2016  | Captain America: Civil War                     | ✔️            |               |               |               |
| 2018  | Avengers: Infinity War                         | ✔️            |               |               |               |
| 2019  | Avengers: Endgame                              | ✔️            |               |               |               |
| 2021  | Cherry                                         | ✔️            |               | ✔️            |               |
| 2022  | The Gray Man                                   | ✔️            | ✔️            | ✔️            |               |

## Distinctions
- AFI Fest 1997 : meilleur acteur pour Joe Russo pour Pieces[11]
- Primetime Emmy Awards 2004 : Primetime Emmy Award de la meilleure réalisation pour une série télévisée comique pour l'épisode pilote de Arrested Development